# Mariam Kakhelichvili
Mariam Kakhelichvili est une jeune chanteuse géorgienne née le 9 octobre 1995 à Tskneti (Géorgie).
Au printemps 2010, elle participe à la version géorgienne de Got Talent, Nichieri, où elle termine à la 3e place.
Elle a représenté la Géorgie au Concours Eurovision de la chanson junior en 2010 avec la chanson Mari-Dari où elle a terminé 4e.